# Jules Mohl
Jules (ursprungligen Julius von) Mohl, född 25 oktober 1800 i Stuttgart, död 3 januari 1876 i Paris, var en tysk orientalist. Han var bror till Robert, Moritz och Hugo von Mohl, farbror till Ottmar von Mohl och dottersons son till Johann Jacob Moser. 
Mohl blev 1826 extra ordinarie professor i Tübingen, men uppehöll sig mest utomlands för studier. År 1826 fick han franska regeringens uppdrag att utge Ferdousis "Shâhnâme", som jämte fransk översättning utkom i sex band 1838-68 (det sjunde bandet utgavs av Charles Barbier de Meynard 1878). Mohl flyttade 1832 till Paris, utnämndes 1847 till professor i persiska vid Collège de France och valdes 1852 till sekreterare i Société asiatique (Asiatiska sällskapet). 
Han utgav Fragments relatifs à la religion de Zoroastre (anonymt, tillsammans med Justus Olshausen, 1829), Confucii Chiking sive liber carminum ex latina P. Lacharmi interpretatione (1830), Y-king, antiquissimus Sinarum liber, ex interpretatione P. Regis (1834-39). Av stor betydelse är hans årsrapporter till Société asiatique 1840-67, samlade under titeln Vingt-sept ans d'histoire des études orientales (1879).
Hans hustru, Mary Mohl, född Clarke, var Julie Récamiers intima väninna och skrev en skildring av henne, Madame Récamier, with a Sketch of the History of Society in France (1862). Hennes salong var nära fyrtio år en av Paris mest kända medelpunkter för litterära intressen.